# بيدرو غالفان
بيدرو غالفان (بالإسبانية: Pedro A. Galván)‏ هو سياسي مكسيكي، ولد في 1833، وتوفي في 1892. انتخب Governor of Colima ‏.